# Pristimantis medemi
Eleutherodactylus medemi là một loài động vật lưỡng cư trong họ Strabomantidae, thuộc bộ Anura. Loài này được Lynch miêu tả khoa học đầu tiên năm 1994.